# Гора (Савона)
Гора је насеље у Италији у округу Савона, региону Лигурија.
Према процени из 2011. у насељу је живело 525 становника. Насеље се налази на надморској висини од 205 м.